# Federfußball-Weltmeisterschaft
Nachdem 1999 in Hanoi (Vietnam) die International Shuttlecock Federation (ISF) als Federfußball-Weltverband aus der Taufe gehoben wurde, fand vom 15. bis 20. Juli 2000 die erste Federfußball-Weltmeisterschaft im ungarischen Újszász statt. Teilnehmende Nationen waren China, Vietnam, Taiwan, Finnland, Niederlande, Deutschland und Ungarn, wobei sich Vietnam in fünf von sieben Disziplinen die Goldmedaille sicherte.
Deutschland erkämpfte im Damendoppel mit Diana Ruttar und Silke von Rüden (beide Federfußballclub Hagen e.V.) sowie mit der Herrenmannschaft in der Besetzung Sven Walter, Michael Kowallik, Peter Müller und Peter von Rüden (alle FFC Hagen) jeweils die Bronzemedaille.

## Weltmeisterschaft 2001
Vom 17. bis 23. September 2001 fand im chinesischen Wuxi die 2. Weltmeisterschaft statt. Teilnehmer waren Vietnam, China, Taiwan, Laos, Hongkong, Kambodscha, Deutschland, Finnland und Ungarn. Der Auswahl des Deutschen Federfußballbundes (DFFB) blieb Edelmetall verwehrt. Gleichwohl schrieb Pasquale Salimbeni vom VfL Eintracht Hagen ein Stück Federfußballgeschichte, als er im Einzel als erster Europäer einen Chinesen bezwingen konnte und einen vierten Platz erkämpfte. Erfolgreichste Nation mit fünf Goldmedaillen war Vietnam vor Gastgeber China, das zweimal Gold feierte.

## Weltmeisterschaft 2002
Die 3. Weltmeisterschaft richtete der Federfußballclub Hagen vom 20. bis 26. Oktober in der Sporthalle Mittelstadt in Hagen aus.   120 Sportler aus Vietnam, China, Taiwan, Hongkong, Laos, Kambodscha, Finnland, Frankreich, Griechenland, Ungarn und Deutschland nahmen teil, wobei der Deutsche Federfußballbund als Gastgeber in jeder Disziplin zwei Teilnehmer stellen durfte. Erfolgreichste Nation war Vietnam mit vier Goldmedaillen gefolgt von China mit drei Goldmedaillen.

## Weltmeisterschaft 2005
Im Jahre 2003 sollte die Weltmeisterschaft in Hongkong stattfinden. Doch die Ausbreitung des SARS-Virus in Südostasien veranlasste die ISF, die Titelkämpfe abzusagen, so dass die 4. Weltmeisterschaft vom 13. bis 18. Dezember 2005 im chinesischen Guangzhou ausgetragen wurde. Teilnehmende Nationen waren China, Vietnam, Hongkong, Macau, Taiwan, Laos, Kambodscha, Finnland, Griechenland, Frankreich, Deutschland und Ungarn. Erfolgreichste Nation mit sieben Goldmedaillen war Vietnam vor China, das zweimal Gold holte.

## Weltmeisterschaft 2007
Im Jahre 2007 war Ungarn zum zweiten Mal Gastgeber der WM. Diese fand vom 7. bis 10. Oktober in Szolnok statt. Das Teilnehmerfeld bestand aus Bulgarien, China, Deutschland, Finnland, Frankreich, Griechenland, Hongkong, Macau, Pakistan, Polen, Serbien, der Slowakei, Vietnam und Ungarn, das als Gastgeber zwei Teams stellte.